# Sierra de Lorenzana
La Sierra de Lorenzana (del gallego: Serra de Lourenzá) es una cadena montañosa que forma parte de las montañas del norte de Galicia y se extiende en dirección suroeste-noreste a través de los municipios de Pastoriza y Mondoñedo.
Comenzando por el interior, está delimitada al oeste por el arroyo de Batán y al sur por su desembocadura en el río Úbeda, en Pastoriza. Desde allí discurre hasta sus dos principales cimas: A Revolta (785 m) y Alto de Pradovello (751 m), en la parroquia de San Bartolomé de Cadavedo.
La bajada tras el Alto do Fiouco hacia la costa es utilizada por la autovía del Cantábrico (A-8), para pasar de la vertiente occidental de la cordillera la oriental, coincidiendo con el límite entre Pastoriza y Mondoñedo. En esta segunda sección de la sierra, se destaca el Monte A Farrapa (748 m); el límite occidental es el arroyo Valiñadares, mientras que la vertiente oriental fluye las aguas de los arroyos de Casteláns, Coto Redondo, Fraga, Curros, Lobrero, Caxigo, Penelas y Ribón.
Las principales alturas en esta parte son el Monte A Arca (426 m) y Padornelo (605), pasando la autopista del Cantábrico entre ambos.
A pesar de su nombre, la sierra no llega a entrar en el municipio actual de Lorenzana. Estos arroyos, que descienden hacia el este en su parte más septentrional, desembocando en el curso superior del río Baus que, junto con el arroyo de Batán, riegan el valle de Lorenzana.
Al discurrir la cadena montañosa paralela a la autovía A-8 a cotas elevadas, hace que este sea un tramo problemático de la carretera, a menudo cortado debido a la niebla, que obliga a los vehículos a circular a un máximo de 100 km/h, incluso en días con buena visibilidad. La razón es que este paso entre montañas a lo largo de la cresta, hace que el viento sea un elemento de riesgo para el tráfico, pero que también se aprovecha para obtener energía eólica, ya que la sierra está repleta de aerogeneradores.
En la ladera occidental de la sierra, en la parroquia mindoniense de Argomoso, se encuentran la Cueva del Rei Cintolo y el Salto del Coro.